# Matthew Knigge
Matthew Lambert Knigge (2 giugno 1996) è un pallavolista statunitense, centrale dello Charlottenburg.

## Carriera

### Club
La carriera di Matthew Knigge inizia nei tornei scolastici del New Jersey, giocando per un quadriennio con la New Egypt HS. Dopo il diploma gioca nella lega universitaria NCAA Division III, dove si disimpegna dal 2015 al 2018 con il Vassar, ricevendo diversi riconoscimenti individuali.
Sigla il suo primo contratto professionistico in Germania, dove nella stagione 2018-19 prende parte alla 2. Bundesliga con lo Schüttorf, mentre nella stagione seguente approda in Spagna con l'Emevé, nella Superliga de Voleibol Masculina. Resta nella massima divisione spagnola anche nel seguente biennio per difendere i colori del Guaguas: nell'annata 2020-21 si aggiudica la coppa nazionale e lo scudetto, mentre nell'annata seguente conquista la Supercoppa spagnola. Torna in seguito in patria per prendere parte alla NVA 2021 con i Las Vegas Ramblers: viene insignito del premio di MVP dello NVA All-Star Game e conquista lo scudetto, venendo nuovamente premiato come miglior giocatore del torneo.
Rientra quindi in forza al Guaguas per il campionato 2022-23, aggiudicandosi ancora lo scudetto; al termine degli impegni con gli iberici è nuovamente di scena in NVA, questa volta coi San Diego Wild, mentre nel campionato seguente approda in Germania, disputando la 1. Bundesliga con il Lüneburg. Nella stagione 2024-25 resta nella massima divisione tedesca, ma indossando la casacca dello Charlottenburg.

### Nazionale
Nel 2023, dopo aver debuttato in nazionale alla Coppa panamericana, conquista l'oro alla NORCECA Final Six.

## Palmarès

### Club
- Campionato spagnolo: 2

2020-21, 2022-23
- Coppa del Re: 1

2020-21
- Supercoppa spagnola: 1

2021

### Nazionale (competizioni minori)
- NORCECA Final Six 2023

### Premi individuali
- 2016 - All-America First Team
- 2017 - All-America First Team
- 2017 - All-America First Team
- 2022 - NVA All-Star Game: MVP
- 2022 - NVA: MVP